# Manois
Manois település Franciaországban, Haute-Marne megyében. Lakosainak száma 459 fő (2022. január 1.). Manois Ecot-la-Combe, Humberville, Reynel, Rimaucourt és Saint-Blin községekkel határos.

## Népesség
A település népességének változása:
| Lakosok száma | 794  | 697  | 590  | 468  | 475  | 460  | 451  | 444  | 449  | 459  |
|               | 1968 | 1982 | 1990 | 2006 | 2013 | 2015 | 2017 | 2019 | 2020 | 2022 |